# Неоноен
Неоноен, уобичајено стилизовано као НеоноеН, црногорски је рок бенд основан 2012. године у Подгорици. Они су били предвиђени да представљају Црну Гору на Пјесми Евровизије 2025. са пјесмом Clickbait.

## Историја
Неоноен, основан у Подгорици почетком 2012. године под именом Неон, резултат је сарадње пјевача Марка Вукчевића и гитаристе Илије Пејовића. Након одласка још неколико музичара, постава је дефинитивно учвршћена ангажовањем басисте Филипа Вулановића и бубњара Милана Вујовића.
Упркос дугој активности на домаћој музичкој сцени, Неон је 2018. године објавио дебитантски сингл Ти и ја соло, коначно пишући ауторске песме. Исте године гостовали су у музичком програму РТЦГ Обрати пажњу, где су извели обраде познатих песама, као што су Lonely Boy од The Black Keys, За лаку ноћ од Перпера и Још не свиће рујна зора, црногорска родољубива пјесма. Отприлике три године касније, 2022. године, сарађивали су са Иваном Дечаком, фронтменом хрватског бенда Ватра, за пjесму Далеко одавде.
Године 2023, поводом њихове десете годишњице, Неон је одлучио да промени име у Неоноен како би се избегла забуна са другим бендовима сличних имена на националном и међународном нивоу. Ову промену пратила је продукција два необјављена сингла, који су премијерно приказани на Фестивалу културе Забјело. Објавом песме Док не удахнем те, бенд је најавио да ради на свом првом албуму, чији је излазак заказан за 2024.
Дана 10. октобра 2024. године, Неоноен се појављују на списку одабраних да учествују на Монтесонгу 2024, такмичењу на ком се бирао представник Црне Горе на Пјесми Евровизије 2025, где су отпјевали пјесму Clickbait. Дана 27. новембра, током финала такмичења, група је тријумфовала након што је освојила друго мјесто и у гласању жирија и у телегласању, чиме је обезбедила право да представља Црну Гору на Пјесми Евровизије у Базелу.

## Музички стил
У интервјуу за публикацију All About The Rock, Марко Вукчевић је описао музику бенда као инди-рок који садржи елементе блуза, рока, хард-рока, хеви метала, панк-рока и попа.

## Чланови

### Тренутни чланови
- Марко Вукчевић — вокал
- Илија Пејовић — гитара
- Филип Вулановић — бас
- Милан Вујовић — бубњеви

## Дискографија

### Синглови
- Ти и ја (2018)
- Тетоважа (2018)
- Мит (2019)
- Далеко одавде (feat. Иван Дечак) (2022)
- Док не удахнем те (2023)
- Дјечак са вјетром у коси (2023)
- Clickbait (2024)